# Agylla venosa
Agylla venosa là một loài bướm đêm thuộc phân họ Arctiinae, họ Erebidae.